# Hawkinge
Hawkinge (engelskt uttal: [ˈhɔːkɪndʒ]) är en småstad och civil parish i grevskapet Kent i sydöstra England. Staden ligger i distriktet Folkestone and Hythe, cirka 4 kilometer norr om Folkestone. Tätorten (built-up area) hade 8 497 invånare vid folkräkningen år 2021.